# Usheoritse Itsekiri
Usheoritse Itsekiri (Sapele, 31 gennaio 1998) è un velocista nigeriano. Ai Giochi panafricani di Rabat 2019 ha ottenuto la medaglia d'argento nella staffetta 4×100 metri e quella di bronzo nei 100 metri piani.

## Palmarès
| Anno | Manifestazione                    | Sede       | Evento      | Risultato  | Prestazione | Note  |
| ---- | --------------------------------- | ---------- | ----------- | ---------- | ----------- | ----- |
| 2015 | Campionati africani juniores      | Réduit     | 200 m piani | 4º         | 22"01       |       |
| 2015 | Giochi del Commonwealth giovanili | Apia       | 100 m piani | Semifinale | 10"86       |       |
| 2015 | Giochi del Commonwealth giovanili | Apia       | 200 m piani | Semifinale | dq          |       |
| 2018 | Giochi del Commonwealth           | Gold Coast | 4×100 m     | Finale     | dq          |       |
| 2019 | World Relays                      | Yokohama   | 4×100 m     | Batteria   | dq          |       |
| 2019 | World Relays                      | Yokohama   | 4×200 m     | Finale     | dq          |       |
| 2019 | Giochi panafricani                | Rabat      | 100 m piani | Bronzo     | 10"02       |       |
| 2019 | Giochi panafricani                | Rabat      | 4×100 m     | Argento    | 38"59       |       |
| 2019 | Mondiali                          | Doha       | 100 m piani | Batteria   | 10"46       |       |
| 2019 | Mondiali                          | Doha       | 4×100 m     | Batteria   | dq          |       |
| 2021 | Giochi olimpici                   | Tokyo      | 100 m piani | Semifinale | 10"29       |       |
| 2023 | Mondiali                          | Budapest   | 100 m piani | Semifinale | 10"19       |       |
| 2023 | Mondiali                          | Budapest   | 4x100 m     | Batteria   | 38"20       |       |
| 2024 | Giochi panafricani                | Accra      | 100 m piani | Argento    | 10"23       | [ 1 ] |
| 2024 | Giochi panafricani                | Accra      | 4x100 m     | Oro        | 38"41       | [ 2 ] |
| 2024 | Campionati africani               | Douala     | 100 m piani | Semifinale | 10"29       |       |
| 2024 | Campionati africani               | Douala     | 4x100 m     | Argento    | 38"84       |       |
| 2024 | Giochi olimpici                   | Parigi     | 4x100 m     | Batteria   | 38"20       |       |